# Marcos Maidana
Marcos René Maidana  (Margarita, 17 de julio de 1983), comúnmente conocido como el Chino Maidana, es un exboxeador argentino. Ha sido campeón superligero y wélter de la AMB (Asociación Mundial de Boxeo).
Comenzó a boxear a los 15 años en su pueblo natal, Margarita, en la provincia de Santa Fe, donde inmediatamente comenzó a demostrar su condición de noqueador. Luego de consagrarse como campeón argentino amateur fue convocado al seleccionado nacional, donde disputó el puesto con Lucas Matthysse, con quien se enfrentó en cuatro ocasiones, ganando tres y empatando la restante. Tras fracasar en su intento de clasificar a los Juegos Olímpicos de Atenas 2004, se convirtió en profesional.

## Carrera amateur
Como amateur fue campeón nacional de Argentina en 2002 y 2003 e integrante de la Selección argentina de boxeo. También logrando el campeonato de categoría welter.

## Carrera profesional

### Debut profesional
Marcos Maidana debutó como boxeador profesional el 12 de junio de 2004, venciendo por nocaut en el primer asalto a Adan Basilio Mironchik (63 kg) en la ciudad de Corrientes (Argentina).

### Chance mundialista
El 22 de diciembre de 2006 se enfrentó al boxeador panameño Miguel Callist en el Buenos Aires Lawn Tennis Club, en una eliminatoria al título del mundo de los superligeros de la Asociación Mundial de Boxeo. En esta pelea, Marcos venció al panameño con un K.O. en el tercer asalto, asegurando su primera chance mundialista y un contrato promocional con la promotora alemana Universum Box Promotions.
Ya con el venezolano Rafael Liendo como su nuevo entrenador, tras una exitosa campaña en Alemania, que le sirvió para adquirir experiencia internacional, el 7 de febrero de 2009 enfrentó al campeón mundial superligero AMB Andreas Kotelnik en Hamburgo, perdiendo por puntos en fallo dividido, siendo esta su primera derrota como profesional. El consenso popular y mediático establecieron que Maidana, aunque por estrecho margen, había ganado la pelea.

### Título mundial
El sábado 27 de junio de 2009, en el Staples Center de Los Ángeles, con el entrenador Miguel Díaz en su esquina, Marcos se consagró campeón mundial interino superligero de la AMB al derrotar por nocaut técnico en el sexto asalto al estadounidense de origen mexicano Víctor Ortiz, considerado por muchos como uno de los grandes prospectos del boxeo estadounidense en ese momento.
La pelea fue una de las mejores del año. En el episodio inicial, Ortiz derribó al argentino, quién lejos de mostrarse sentido, se recuperó y con derechazo recto tumbó al crédito local. Este asalto fue elegido como el mejor del año por la revista "The Ring".
En el segundo capítulo, fue todo de Ortiz, que aprovechó el desorden ofensivo-defensivo de un nervioso Maidana para derribarlo en dos ocasiones.
Pero a partir del tercer episodio, el "Chino" fue encontrando la calma necesaria y comenzó a hacerle daño a Ortiz.
Maidana ganó el cuarto asalto y con suma claridad el quinto, en el que conectó dos tremendos boldeados, que produjeron profundos cortes en los párpados de ambos ojos de un Ortiz que quedó en muy mal estado.
A comienzos del sexto asalto, Maidana se llevó por delante a Ortiz, quien ya estaba vencido anímicamente. Una seguidilla de golpes, que culminó con un gancho de izquierda a la zona hepática, hizo que Ortiz volviera a visitar la lona. Cuando se levantó, el referí Raúl Caiz pidió la opinión del médico, que decidió detener el combate.
Este triunfo dejó a Maidana ligado a la promotora Golden Boy Promotions de Oscar de la Hoya, quien a partir de ese momento se convirtió en su co-promotora, junto con Universum.
El 21 de noviembre de 2009 venció en la ciudad de Sunchales, Argentina al panameño William González, por nocaut en el tercer asalto, reteniendo de esta manera el título mundial interino de la Asociación Mundial de Boxeo.

### Las Vegas y el Luna Park
El 27 de marzo de 2010 venció en Las Vegas (Estados Unidos) al dominicano Víctor Cayo por nocaut en el sexto asalto, con un tremendo gancho de derecha al estómago, causando gran impresión en la poderosa cadena televisiva HBO.
Semanas más tarde estalló un serio conflicto con su hasta entonces representante, Mario Margossian, de quien Maidana decidió desvincularse legalmente, acusándolo de manejos fraudulentos y maliciosos de su dinero y contratos.
Luego de una inactividad de tres meses, Maidana retomó los entrenamientos y el 28 de agosto, en Buenos Aires, Argentina, venció por puntos en fallo unánime (117-110, 115-112 y 117-110) al estadounidense DeMarcus Chop Chop Corley. La expectativa generada para ver a Maidana fue enorme, al extremo que el Luna Park tuvo una asistencia de 11 000 personas, récord desde fines de la década de los 80's. En una pelea que resultó más dura de lo esperado, Maidana defendió el título interino superligero de la AMB por tercera vez.
Hacia septiembre, por fin quedó concretada la esparada pelea ante el británico Amir Khan, campeón regular superligero de la AMB y que venía evitando el choque ante el argentino desde principios de 2010. El 11 de diciembre, en una de las mejores peleas del año, Maidana perdió ajustadamente por puntos ante Khan, en decisión unánime, en la arena del hotel Mandalay Bay de Las Vegas.
Fue un combate emocionante de principio a fin, en el que Maidana fue derribado en el primer asalto, con un tremendo gancho al hígado, del cual muy pocos boxeadores suelen levantarse.
Tras sufrir el descuento de un punto en el quinto asalto por parte del árbitro Joe Cortez, a Maidana se le hizo cuesta arriba la pelea. Pero en el décimo asalto conectó un soberbio boleado de derecha que puso en muy malas condiciones a Khan. Maidana golpeó salvajemente al británico durante casi un minuto, pero increíblemente no pudo noquearlo, aunque dejó una gran imagen.

### Nuevo título mundial
El 10 de abril de 2011, en un ring montado en el Hotel MGM, en Las Vegas, Estados Unidos, Maidana recuperó nuevamente el título mundial superligero de la AMB al batir al legendario mexicano Érik el Terrible Morales, por puntos en fallo mayoritario. En dos tarjetas el jurado consideró que el argentino se impuso por 116 a 112, y en la restante se estipuló un empate en 114. El mexicano terminó el combate con el ojo derecho cerrado e inflamado, y también con un corte en el párpado izquierdo.
El 25 de febrero de 2012 Maidana hizo su debut en la categoría wélter y perdió ante el estadounidense Devor Alexander por decisión unánime.
En mayo de 2012 comenzó a ser entrenado por Robert García. El 15 de septiembre en la cartelera de Saúl Álvarez y Josesito López, vence en el MGM Grand de Las Vegas por nocaut en el octavo asalto al mexicano Jesús Soto Karass y obtiene el título Intercontinental Wélter de la AMB.
El 12 de diciembre de 2012, cierra el año en el Luna Park de Buenos Aires con un nocaut en tres asaltos ante el mexicano Ángel Martínez, con una derecha fulminante abajo que dejó fuera de combate al azteca y retiene su corona Intercontinental Wélter de la AMB.
El 8 de junio de 2013, le gana por TKO en seis asaltos a Josesito López (30-7-0, 18KO), tras una seguidilla de golpes que había comenzado con un gancho a la zona hepática. Los dos púgiles se dieron con todo durante seis asaltos hasta que el árbitro detuvo la contienda y declaró ganador al santafesino por nocaut técnico, luego de que el norteamericano anduviese por la lona producto de un potente cruzado de derecha al mentón. Con esta importante victoria, Marcos René Maidana, que defendió el título Intercontinental AMB wélter, demostró que está para las grandes ligas. Este triunfo fue la clave para que el Chino peleara por título mundial wélter AMB contra la promesa estadounidense Adrien The Problem Broner, calificado por la prensa especializada en Estados Unidos como el nuevo Floyd Mayweather.
El 14 de diciembre de 2013 se enfrentó en el Alamodome de San Antonio (estado de Texas), por el título mundial wélter de la Asociación Mundial de Boxeo (AMB) al entonces campeón e invicto estadounidense Adrien Broner (27-0-0, 22 KO). Durante el transcurso de la pelea el Chino sorprendió con su plan de pelea al púgil norteamericano al que mandó dos veces a la lona con dos combinaciones que inclinaron la lucha a su favor, no obstante haber sido penalizado en el octavo asalto por el referí Laurence Cole con un punto por un cabezazo, realizó una lucha imponiéndose en las tarjetas por decisión unánime (el sudafricano Stanley Christodoulou falló 115-110; el estadounidense Levi Martínez 117-109 y el puertorriqueño Nelson Vázquez 116-109).
Posteriormente, Marcos Chino Maidana recibió el premio Olimpia de Oro 2013, que otorga el Círculo de Periodistas Deportivos (CPD) al mejor deportista argentino del año 2013.

#### Floyd Mayweather Jr. vs. Marcos Maidana
El sábado 3 de mayo de 2014, Maidana combatió contra el invicto estadounidense Floyd Mayweather, Jr., en el MGM Grand Las Vegas (estado de Nevada). Tras la pelea ante Broner le preguntaron a Maidana a quién le gustaría enfrentar en el futuro, y el Chino respondió: «Hay para todos». Desde ese momento un posible enfrentamiento con Mayweather generó grandes expectativas, que finalmente se confirmaron el 24 de febrero por el propio boxeador estadounidense.
Durante la pelea, el argentino sorprendió ya que se suponía un absoluto predominio de Mayweather, pero el argentino pudo ganarle a Mayweather en varios rounds siendo más ofensivo. Maidana solo perdió por puntos en una decisión dividida en el que el primer juez dio empate y los otros dos dieron puntaje a favor de Mayweather.
Después de la pelea, el Chino dijo que se sintió vencedor de la pelea, y que la revancha se la tenía que dar a Mayweather porque la pelea la había ganado él [Maidana].

#### Floyd Mayweather Jr. vs. Marcos Maidana II
El 13 de septiembre de 2014, Marcos Maidana peleó la revancha contra Floyd Mayweather en el mismo escenario en la ciudad de Las Vegas. A diferencia de la vez anterior, la derrota se produjo en fallo unánime dado que las tarjetas acusaron 115-112, 116-111 y 116-111 a favor del estadounidense.

### Retiro
El 9 de agosto de 2016, Maidana anunció oficialmente su retiro del boxeo profesional a los 33 años, supuestamente pasando a desempeñar un papel de asesoría. Maidana escribió en una carta dirigida a sus amigos del boxeo en redes sociales: "Después de mucho tiempo fuera del ring y tras pensarlo mucho desde mi última pelea, he decidido colgar los guantes para siempre. Probablemente mi decisión no sorprenda mucho, ya que había dado indicios en los últimos meses. Pero en este momento lo hago oficial." Maidana terminó con un récord en su carrera de 35 victorias en 40 peleas, 31 de ellas por nocaut y 5 derrotas por decisión.

## Récord profesional
| 35 ganadas (31 knockouts, 4 decisiones), 5 perdidas (5 decisiones), sin empates |        |                             |      |              |            |                                                            | |
| Res.                                                                            | Record | Oponente                    | Tipo | Rd., Tiempo  | Fecha      | Lugar                                                      | Notas |
| D                                                                               | 35-5   | Floyd Mayweather, Jr.       | UD   | 12           | 2014-09-13 | MGM Grand Garden Arena, Las Vegas, Nevada                  | Por los Títulos Mundiales del WBC, de la WBA y de The Ring en la categoría wélter.                         |
| D                                                                               | 35-4   | Floyd Mayweather, Jr.       | MD   | 12           | 2014-05-03 | MGM Grand Garden Arena, Las Vegas, Nevada                  | Pierde el Título Mundial de la WBA. Por el Título Mundial del WBC y el de The Ring en la categoría wélter. |
| G                                                                               | 35–3   | Adrien Broner               | UD   | 12           | 2013-12-14 | Alamodome, San Antonio, Texas                              | Gana el título Mundial WBA Peso wélter.                                                                    |
| G                                                                               | 34–3   | Josesito López              | TKO  | 6 (12), 1:18 | 2013-06-08 | Home Depot Center, Carson, California                      | Retiene el título de la WBA Inter-Continental en la categoría wélter.                                      |
| G                                                                               | 33–3   | Ángel Martínez              | KO   | 3 (12), 1:21 | 2012-12-12 | Luna Park, Buenos Aires                                    | Retiene el título de la WBA Inter-Continental en la categoría wélter.                                      |
| G                                                                               | 32–3   | Jesús Soto Karass           | TKO  | 8 (12), 0:43 | 2012-09-15 | MGM Grand Hotel & Casino, Las Vegas, Nevada                | Gana el título vacante de la WBA International en la categoría wélter.                                     |
| D                                                                               | 31–3   | Devon Alexander             | UD   | 10           | 2012-02-25 | Scottrade Center, San Misuri, Misuri                       | |
| G                                                                               | 31–2   | Petr Petrov                 | KO   | 4 (12), 2:44 | 2011-09-23 | Sociedad Alemana, Villa Ballester, Buenos Aires            | Retiene el título WBA Peso superligero.                                                                    |
| G                                                                               | 30–2   | Érik Morales                | MD   | 12           | 2011-04-09 | MGM Grand Hotel & Casino, Las Vegas, Nevada                | Gana el título interino de la WBA en la categoría superligero.                                             |
| D                                                                               | 29–2   | Amir Khan                   | UD   | 12           | 2010-12-11 | Mandalay Bay Resort & Casino, Las Vegas                    | Pelea por el título de la WBA Peso superligero.                                                            |
| G                                                                               | 29–1   | DeMarcus Corley             | UD   | 12           | 2010-08-28 | Luna Park, Buenos Aires                                    | Retiene el título interino de la WBA en Peso superligero.                                                  |
| G                                                                               | 28–1   | Víctor Manuel Cayo          | KO   | 6 (12), 1:38 | 2010-03-27 | Hard Rock Hotel & Casino, Las Vegas, Nevada                | Retiene el título interino de la WBA en Peso superligero.                                                  |
| G                                                                               | 27–1   | William González            | KO   | 3 (12), 2:20 | 2009-11-21 | Club Deportivo Libertad, Sunchales, Santa Fe               | Retiene el título interino de la WBA en Peso superligero.                                                  |
| G                                                                               | 26–1   | Victor Ortiz                | TKO  | 6 (12), 0:46 | 2009-06-27 | Staples Center, Los Ángeles, California                    | Gana el título interino de la WBA en Peso superligero.                                                     |
| D                                                                               | 25–1   | Andreas Kotelnik            | SD   | 12           | 2009-02-07 | Stadthalle, Rostock, Mecklenburg-Vorpommern                | Pelea por el título de la WBA Peso superligero.                                                            |
| G                                                                               | 25–0   | Silverio Ortiz              | KO   | 2 (8), 2:04  | 2008-11-01 | König Pilsener Arena, Oberhausen, Nordrhein-Westfalen      | |
| G                                                                               | 24–0   | Juan Carlos Rodríguez       | KO   | 7 (10), 2:35 | 2008-08-29 | Burg-Waechter Castello, Düsseldorf, Nordrhein-Westfalen    | |
| G                                                                               | 23–0   | Esmeraldo José Da Silva     | TKO  | 2 (10), 2:34 | 2008-07-11 | Club Deportivo Libertad, Sunchales, Santa Fe               | |
| G                                                                               | 22–0   | Arturo Morua                | TKO  | 3 (10), 1:36 | 2008-04-19 | Bördelandhalle, Magdeburg, Sachsen-Anhalt                  | |
| G                                                                               | 21–0   | Manuel Garnica              | KO   | 8 (10), 0:48 | 2007-12-07 | Sporthalle Hamburg, Hamburg                                | |
| G                                                                               | 20–0   | Jairo Moura dos Santos      | TKO  | 2 (8), 0:28  | 2007-08-16 | Centro de Convenciones Figali, Panamá                      | |
| G                                                                               | 19–0   | Laszlo Komjathi             | TKO  | 3 (8), 0:37  | 2007-06-30 | Porsche-Arena, Stuttgart, Baden-Württemberg                | |
| G                                                                               | 18–0   | Miguel Callist              | TKO  | 3 (12), 2:59 | 2006-12-22 | Buenos Aires Lawn Tennis Club, Buenos Aires                | Gana el título WBA Fedelatin Peso superligero.                                                             |
| G                                                                               | 17–0   | José Herley Zúñiga Montaño  | KO   | 1 (10), 2:13 | 2006-09-23 | Club Regatas, Santa Fe, Santa Fe                           | |
| G                                                                               | 16–0   | Ariel Gerardo Aparicio      | TKO  | 1 (10), 2:58 | 2006-07-15 | Unidad Funcional Pueblo Chico, Tortuguitas, Buenos Aires   | |
| G                                                                               | 15–0   | Luis Gustavo Sosa           | KO   | 1 (10), 2:59 | 2006-05-20 | Centro Municipal N.º 29, Santa Fe, Santa Fe                | |
| G                                                                               | 14–0   | Omar León                   | KO   | 1 (6), 0:21  | 2006-04-22 | Luna Park, Buenos Aires                                    | |
| G                                                                               | 13–0   | Sergio Javier Benítez       | KO   | 3 (10), 2:20 | 2006-02-11 | Club Sportivo America, Rosario, Santa Fe                   | |
| G                                                                               | 12–0   | Rubén Darío Oliva           | KO   | 2 (10), 2:20 | 2005-11-26 | Estadio F.A.B., Buenos Aires                               | |
| G                                                                               | 11–0   | Marcelo Martin Miranda      | TKO  | 3 (10), 0:44 | 2005-10-01 | Estadio F.A.B., Buenos Aires                               | |
| G                                                                               | 10–0   | Daniel Benito Carriqueo     | UD   | 6            | 2005-08-06 | Estadio Ruca Che, Neuquén, Neuquén                         | |
| G                                                                               | 9–0    | Sergio Javier Benítez       | TKO  | 3 (6), 1:45  | 2005-06-18 | Estadio F.A.B., Buenos Aires                               | |
| G                                                                               | 8–0    | Omar León                   | TKO  | 4 (10), 1:50 | 2005-05-07 | Estadio Virgen de Lujan, Centenario, Neuquén               | |
| G                                                                               | 7–0    | Avelino Virgilio Silveira   | KO   | 1 (6), 1:03  | 2005-03-26 | Sociedad Alemana de Gimnasia, Los Polvorines, Buenos Aires | |
| G                                                                               | 6–0    | Adolfo Espinoza             | TKO  | 1 (6), 3:00  | 2005-01-29 | Quilmes Atlético Club, Mar del Plata, Buenos Aires         | |
| G                                                                               | 5–0    | Francisco Humberto Sanabria | RTD  | 1 (4), 2:13  | 2004-12-18 | Estadio F.A.B., Buenos Aires                               | |
| G                                                                               | 4–0    | Ramón Alberto Márquez       | TKO  | 1 (4), 1:02  | 2004-10-23 | Estadio F.A.B., Buenos Aires                               | |
| G                                                                               | 3–0    | Cristian Pablo Gastón Ruiz  | RTD  | 2 (6),1:53   | 2004-09-04 | Estadio F.A.B., Buenos Aires                               | |
| G                                                                               | 2–0    | Germán Sánchez              | TKO  | 1 (4), 1:50  | 2004-07-24 | Club Sportivo America, Rosario, Santa Fe                   | |
| G                                                                               | 1–0    | Adán Basilio Mironchik      | KO   | 1 (4), 0:50  | 2004-06-12 | Regatas Corrientes, Corrientes                             | Debut profesional.                                                                                         |